# E. Phillips Fox

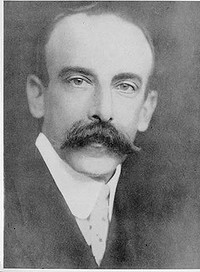
Emanuel Phillips Fox, um 1890

Emanuel Phillips Fox, besser bekannt als E. Phillips Fox, (* 12. März 1865 in Fitzroy, Melbourne; † 8. Oktober 1915 ebenda) war ein australischer Maler und Kunstlehrer. Seine Frau Ethel Carrick war ebenfalls eine bekannte impressionistische Malerin. Beide gehörten auch zur Heidelberg School.

## Leben

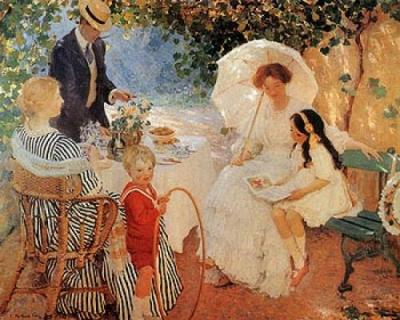
The arbour (Die Gartenlaube), 1910

Emanuel Phillips Fox wurde am 12. März 1865 in Melbourne als Sohn des Fotografen Alexander Fox, verheiratet mit Rosetta Phillips, geboren. Er besuchte zunächst eine Kunstschule in Melbourne und erhielt Privatunterricht. Anschließend begann er sein Kunststudium an der National Gallery of Victoria Art School in Melbourne bei George Folingsby. Zu seinen Kommilitonen gehörten John Longstaff, Frederick McCubbin, David Davies und Rupert Bunny.
1886 ging er nach Paris und schrieb sich an der Académie Julian bei William-Adolphe Bouguereau ein, wo er den ersten Preis seines Jahrgangs für Zeichnen erhielt, und anschließend an der École des Beaux-Arts (1887–1890), wo Jean-Léon Gérôme, neben Bouguereau einer der berühmtesten Künstler seiner Zeit, zu seinen Lehrern gehörte. 1894 erhielt er in Paris eine Goldmedaille dritter Klasse für sein Portrait of my cousin (Porträt meiner Cousine), das sich heute in der National Gallery of Victoria befindet.

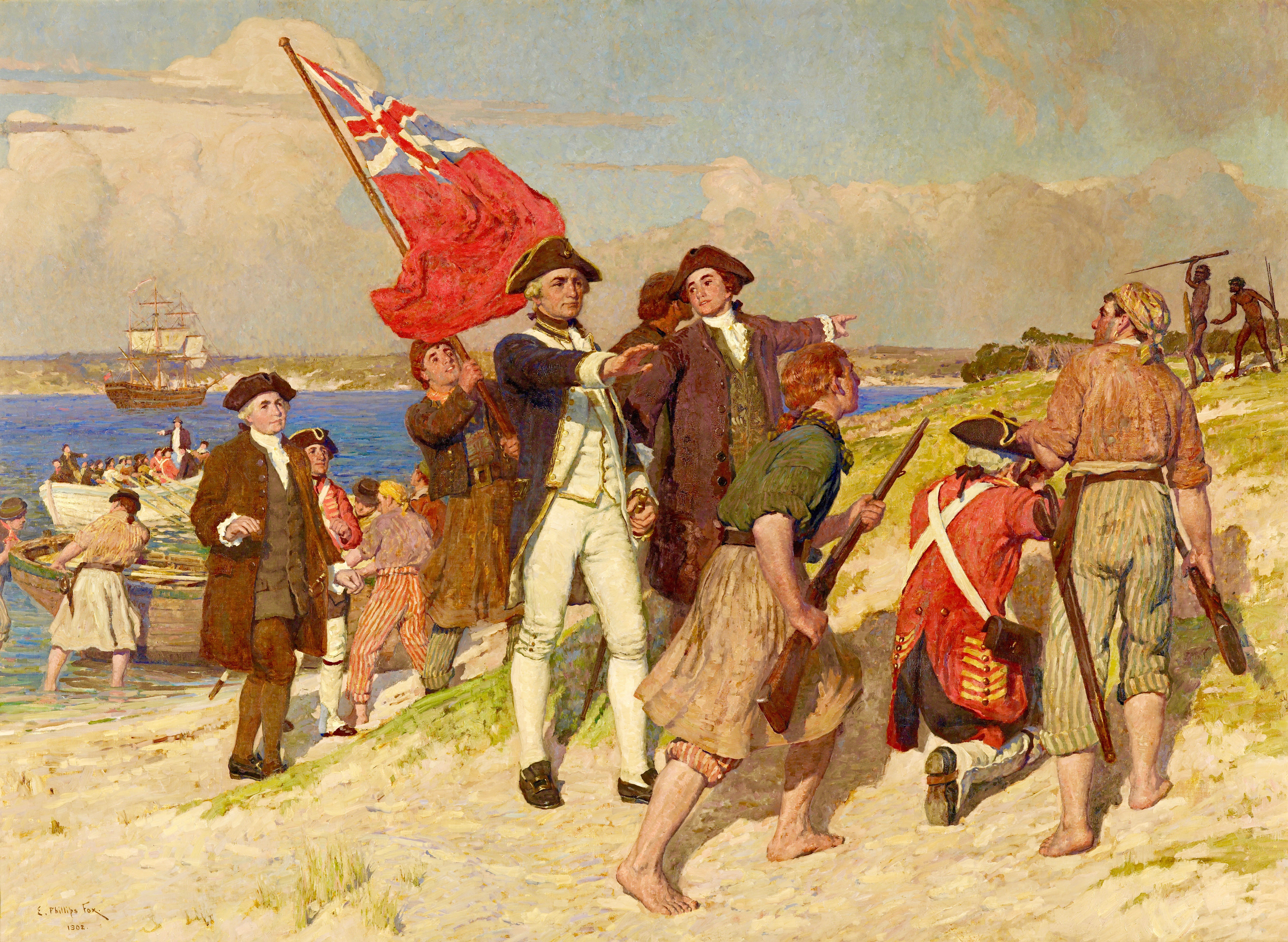
Landung von Leutnant James Cook in der Botany Bay, 29. April 1770

In Melbourne gründete er zusammen mit Tudor St. George Tucker die Melbourne School of Art und übte als Lehrer großen Einfluss auf die australische Kunst seiner Zeit aus. Sie vermittelten einer neuen Künstlergeneration die Techniken der Freilichtmalerei und des Impressionismus. Im Jahr 1901 erhielt er im Rahmen des Gilbee-Vermächtnisses (1000 £ für die National Gallery of Victoria) den Auftrag, ein historisches Gemälde mit dem Titel The Landing of Captain Cook für die Galerie in Melbourne zu malen. Eine der Bedingungen des Vermächtnisses war, dass das Gemälde in Übersee gemalt werden sollte, und so reiste Emanuel Phillips Fox nach London. 1905 heiratete er Ethel Carrick, eine begabte Künstlerin. Sie ließen sich in Paris nieder, wo Fox 1908 zum Mitglied der Société Nationale des Beaux Arts und 1910 als erster Australier zum Vollmitglied gewählt wurde.

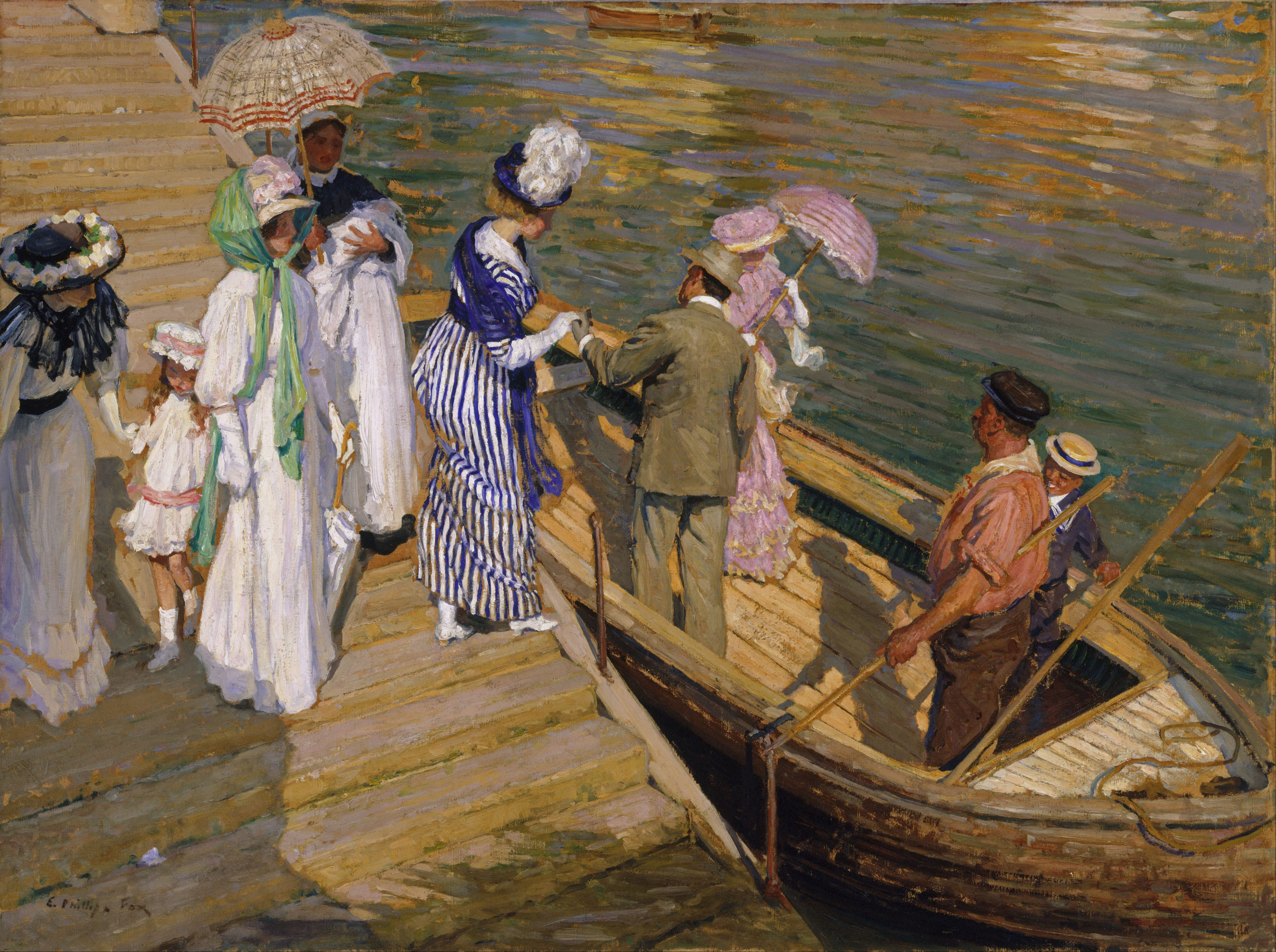
The Ferry (Die Fähre), ca. 1910/1911

Nach seiner Rückkehr nach Frankreich widmete Fox einen Großteil seiner Energie dem Malen von Werken für den Pariser Salon und die Royal Academy in London. Mit seiner Wahl zum assoziierten Mitglied des Neuen Salons im Jahr 1907 erlangte er offizielle Anerkennung. 1910 wurde er als erster Australier zum Vollmitglied ernannt, eine Ehre, die ihm das Recht einräumte, jedes Jahr sechs nach eigenen Vorstellungen gemalte Werke auszustellen. Sein Gemälde The arbour wurde 1910 im Neuen Salon ausgestellt und entstand aus zahlreichen Studien, von denen einige während eines Besuchs in Melbourne im Jahr 1908 gezeichnet wurden. 1912 wurde er zum Mitglied der International Society of Painters gewählt und verbrachte im selben Jahr einige Zeit in Spanien und Algerien, um zu malen. 1913 kehrte er nach Australien zurück und hatte erfolgreiche Einzelausstellungen. Emanuel Phillips Fox starb in Melbourne am 8. Oktober 1915 an Krebs.

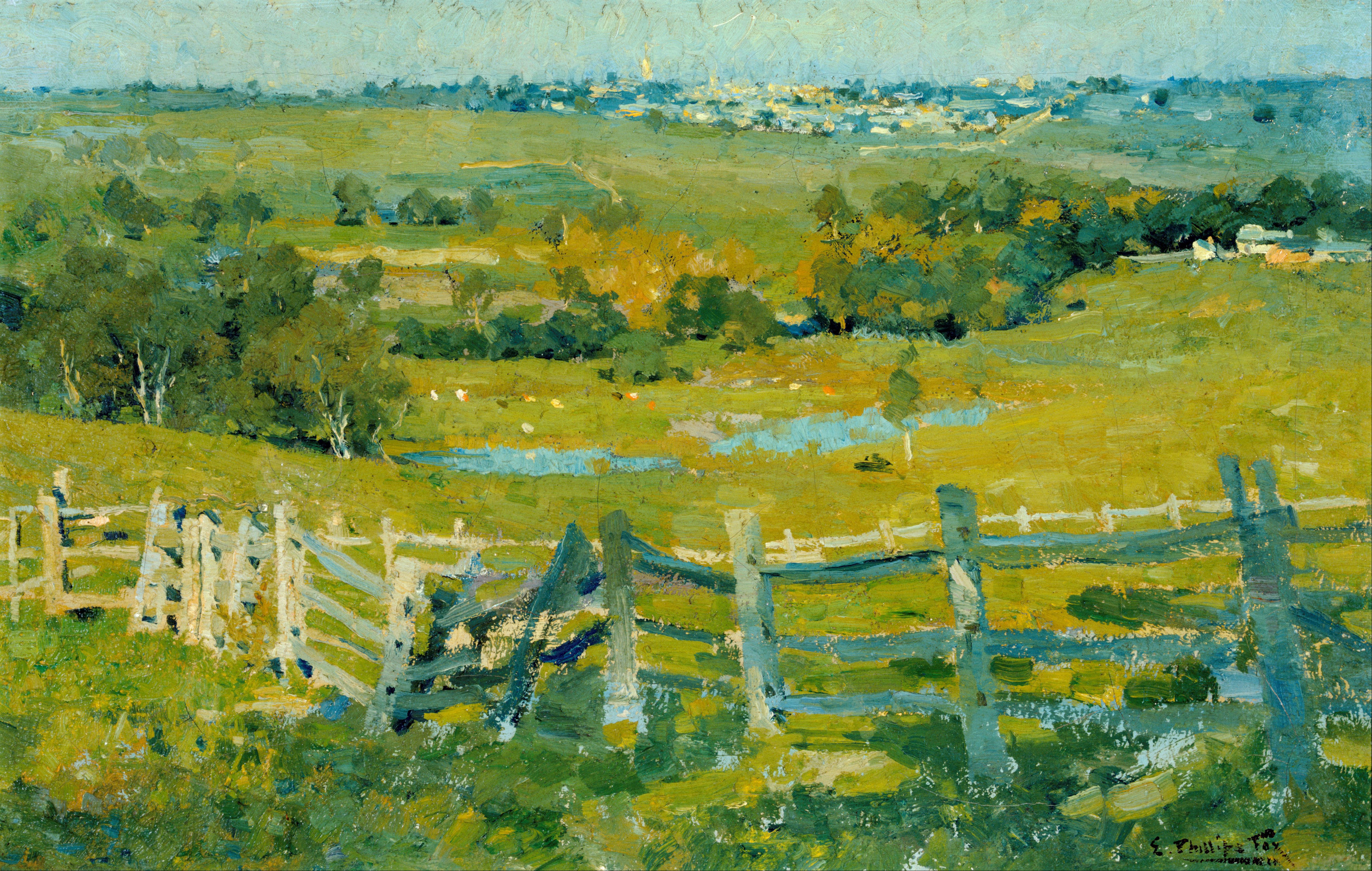
Heidelberg (im australischen Bundesstaat Victoria, östlich von Melbourne)

Als einer der bedeutendsten australischen Künstler ist er im Musée du Luxembourg  in Paris und in den Nationalgalerien von Melbourne, Sydney, Adelaide, Perth und Canberra vertreten.